# Delapparentia
Delapparentia – rodzaj ornitopoda z kladu Iguanodontia, żyjącego we wczesnej kredzie (wczesny barrem) na terenach dzisiejszej Europy. Gatunkiem typowym jest D. turolensis, którego holotypem jest niekompletny szkielet pozaczaszkowy z zachowanymi kręgami szyjnymi i ogonowymi, fragmentami kręgów grzbietowych i krzyżowych, fragmentami żeber mostkowych, grzbietowych i szyjnych, niekompletnym lewym biodrem oraz fragmentami szewronów i skostniałych ścięgien. Holotyp D. turolensis odkryto w osadach formacji Camarillas niedaleko miejscowości Galve w hiszpańskiej prowincji Teruel. Okaz holotypowy D. turolensis jako pierwszy opisał w 1960 r. Albert-Félix de Lapparent, uznając go wówczas za przedstawiciela gatunku Iguanodon bernissartensis. W późniejszych publikacjach okaz ten uznawany był za przedstawiciela rodziny Iguanodontidae o niepewnej pozycji systematycznej lub − za de Lapparentem − zaliczany do gatunku I. bernissartensis; dopiero w 2011 r. José Ignacio Ruiz-Omeñaca ustanowił go holotypem nowego gatunku ornitopoda. Gasca, Canudo i Moreno-Azanza (2014) przypisali przedstawicielowi gatunku D. turolensis kość kulszową odkrytą w osadach formacji Blesa niedaleko miejscowości Jose w prowincji Teruel; autorzy opisali też odkrytą w osadach wymienionej formacji niekompletną kość zębową, którą uznali za należącą do przedstawiciela rodzaju Delapparentia o niepewnej przynależności gatunkowej lub bliskiego krewnego rodzaju Delapparentia. Gasca i współpracownicy (2015) opisali dodatkowe, nieznane wcześniej kości okazu holotypowego: łuk kręgu obrotowego oraz niekompletną lewą łopatkę.
Ruiz-Omeñaca (2011) wskazał jako autapomorfie D. turolensis cechy budowy żeber mostkowych i grzbietowych oraz kości biodrowej. Gasca i współpracownicy (2015) zmodyfikowali jednak diagnozę D. turolensis, wskazując, że jedna z domniemanych autapomorfii tego gatunku (skostniałe żebra mostkowe) w rzeczywistości występuje też u innych ornitopodów, takich jak Dryosaurus, Zalmoxes, Camptosaurus, Mantellisaurus czy Iguanodon; wskazana jako autapomorfia cecha budowy żeber grzbietowych według autorów w ogóle nie występuje u D. turolensis, a jej stwierdzenie przez Ruiz-Omeñacę (2011) było wynikiem błędnej interpretacji anatomii żeber tego dinozaura. Według Ruiz-Omeñaki (2011) D. turolensis miał cechować wyrostek przedpanewkowy kości biodrowej o budowie podobnej do występującej u bliżej niespokrewnionego z Delapparentia rodzaju Zalmoxes; jednak według Gasci i współpracowników (2015) wyrostek przedpanewkowy kości biodrowej D. turolensis różni się od wyrostka przedpanewkowego Zalmoxes i bardziej przypomina budową wyrostek przedpanewkowy kości biodrowej innych bazalnych iguanodonów, w szczególności Barilium. Według Ruiz-Omeñaki (2011) przednie żebra D. turolensis były kośćmi pneumatycznymi; jednak Gasca i współpracownicy (2015) stwierdzili, że rzekome otwory pneumatyczne w żebrach to niewielkie wgłębienia umiejscowione obok wybrzuszeń, które mogły być miejscem przyczepu mięśni.
Gasca i współpracownicy (2015) wskazali tylko jedną autapomorfię D. turolensis – wysoki łuk kręgu obrotowego; według autorów wysokość łuku kręgu obrotowego mierzona od podstawy tylnego wyrostka stawowego kręgu (postzygapophysis) przekracza połowę długości łuku kręgu. Dodatkowo według autorów D. turolensis wyróżnia niespotykana u innych bazalnych iguanodonów kombinacja cech budowy żeber, kręgów ogonowych, kości biodrowej i kości łonowej.
D. turolensis jest przedstawicielem kladu obejmującego hadrozaury i wszystkich przedstawicieli grupy Iguanodontia bliżej spokrewnionych z nimi niż z kamptozaurem; Ruiz-Omeñaca nazywa ten klad Iguanodontoidea, część autorów używa jednak na okresie tego kladu nazwy Styracosterna. Budowa kości miednicy sugeruje, że Delapparentia jest bazalnym przedstawicielem Iguanodontoidea/Styracosterna nienależącym do rodziny Hadrosauridae. Analiza filogenetyczna przeprowadzona przez Gascę i współpracowników (2015) potwierdziła przynależność D. turolensis do Styracosterna; na drzewie ścisłej zgodności Delapparentia jest w nierozwikłanej politomii z rodzajami Barilium, Kukufeldia i Lanzhousaurus oraz z kladem Hadrosauriformes (najmniejszym kladem obejmującym hadrozauroidy i Iguanodon).
W ocenie Verdú i współpracowników (2017) między szkieletami Delapparentia turolensis i Iguanodon bernissartensis nie występują żadne różnice, których nie dałoby się wyjaśnić zmiennością wewnątrzgatunkową; autorzy uznali holotyp D. turolensis za przedstawiciela rodzaju Iguanodon o niepewnej przynależności gatunkowej.